# Защита активов
Защита активов — мероприятия организационного, правового и информационного характера, призванные обеспечить сохранность активов — недвижимого и движимого имущества, денежных средств, ценных бумаг, интеллектуальных прав, долей, паёв, корпоративной информации и прочего — от утраты или изъятия третьими лицами.
Наиболее популярные методы защиты активов:
- деперсонализация владения (траст);
- смена государственной юрисдикции владения (офшор);
- использование номинальных управляющих;
- самоиницированный судебный запрет на отчуждение.

## Примечание
1. ↑  Крайнов, Геннадий Константинович - Защита активов и внутренний контроль : учебно-методическое пособие - Search RSL. search.rsl.ru. Дата обращения: 1 июня 2021. Архивировано 2 июня 2021 года.
2. ↑  Почему разваливается бизнес, как защитить активы и создать оптимальную структуру как выявить риски и создать модель бизнеса, подходящую именно Вам - Ковалева Т. А.. — 2019. — ISBN 978-5-907296-01-5. Архивировано 3 июня 2021 года.
3. ↑  Балакин Владимир Владимирович. Правовые основы защиты активов финансовых организаций в условиях мировых финансовых риско // Финансовый журнал. — 2013. — Вып. 2. — С. 131–136. — ISSN 2075-1990. Архивировано 2 июня 2021 года.
4. ↑  Гантенбайн Марко. Защита активов и страхование. — Альпина Паблишерз. Архивировано 2 июня 2021 года.
5. ↑  Ю. А. Акишина, И. Н. Буринский, Д. В. Гливенко, А. Б. Гречанинов, А. И. Иванов. Совершенствование системы экономической безопасности и защита активов. — Национальный исследовательский ядерный университет "МИФИ". Архивировано 2 июня 2021 года.
6. ↑  Владимир Владимирович Балакин. Правовые основы защиты активов финансовых организаций в условиях мировых финансовых риско // Научно-Исследовательский Финансовый Институт. Финансовый Журнал. — 2013. — Вып. 2 (16). Архивировано 2 июня 2021 года.
7. ↑  Марина Сергеевна Киселёва. Риски, связанные с секьюритизацией факторинговых активов, и механизмы защиты // Управление Экономическими Системами: Электронный Научный Журнал. — 2012. — Вып. 4 (40). — ISSN 1999-4516. Архивировано 2 июня 2021 года.
8. ↑  Л. Санникова, Ю. Харитонова. Защита Цифровых Активов Как Имущественной Ценности // Хозяйство И Право. — 2018. — Вып. 5 (496). — ISSN 0134-2398. Архивировано 2 июня 2021 года.
9. ↑  Парфенов Сергей. Защита информационных активов // Открытые Системы. Субд. — 2013. — Вып. 2. — ISSN 1028-7493. Архивировано 2 июня 2021 года.
10. ↑  А. С. Бочкарев, Э. А. Бочкарев. Офшорный траст - способ защиты активов предприятия // Региональные Аспекты Управления, Экономики И Права Северо-Западного Федерального Округа России. — 2009. — Вып. 4 (16). — ISSN 2686-8180. Архивировано 2 июня 2021 года.
11. ↑  Виталий Павлович Пантелеев, Михаил Геннадьевич Лепилин. Алгоритмы Защиты Активов И Собственного Капитала Финансовой Безопасности Субъектов Предпринимательства // Экономика Развития. — 2011. — Вып. 4-60. — ISSN 2304-6155 1683-1942, 2304-6155. Архивировано 2 июня 2021 года.